# Marzamemi
Marzamemi is een plaats (frazione) in de Italiaanse gemeente Pachino. Het heeft een haven, dat gebruikt wordt om de lokaal geproduceerde wijn te verschepen.
De naam komt van het Arabische Marsa-al-haman, dat betekent Haven van de duiven.